# 川北村 (福岡県)
川北村（かわきたむら）は、福岡県山門郡にあった村。

## 歴史
- 1889年（明治22年）4月1日 - 町村制の施行により、山門郡磯鳥村、木本村、起田村、柳河村、吉開村、枝光村、新村が合併して村制施行し、川北村が発足。
- 1907年（明治40年）3月20日 - 山門郡川辺村、宮ノ内村、垂見村と合併して三橋村を新設して消滅。